# Village français du Nigéria
 (septembre 2022).
La mise en forme du texte ne suit pas les recommandations de Wikipédia : il faut le « wikifier ».
Les points d'amélioration suivants sont les cas les plus fréquents :
- Les titres sont pré-formatés par le logiciel. Ils ne sont ni en capitales, ni en gras.
- Le texte ne doit pas être écrit en capitales (les noms de famille non plus), ni en gras, ni en italique, ni en « petit »…
- Le gras n'est utilisé que pour surligner le titre de l'article dans l'introduction, une seule fois.
- L'italique est rarement utilisé : mots en langue étrangère, titres d'œuvres, noms de bateaux, etc.
- Les citations ne sont pas en italique mais en corps de texte normal. Elles sont entourées par des guillemets français : « et ».
- Les listes à puces sont à éviter, des paragraphes rédigés étant largement préférés. Les tableaux sont à réserver à la présentation de données structurées (résultats, etc.).
- Les appels de note de bas de page (petits chiffres en exposant, introduits par l'outil «  Source ») sont à placer entre la fin de phrase et le point final[comme ça].
- Les liens internes (vers d'autres articles de Wikipédia) sont à choisir avec parcimonie. Créez des liens vers des articles approfondissant le sujet. Les termes génériques sans rapport avec le sujet sont à éviter, ainsi que les répétitions de liens vers un même terme.
- Les liens externes sont à placer uniquement dans une section « Liens externes », à la fin de l'article. Ces liens sont à choisir avec parcimonie suivant les règles définies. Si un lien sert de source à l'article, son insertion dans le texte est à faire par les notes de bas de page.
- La présentation des références doit suivre les conventions bibliographiques. Il est recommandé d'utiliser les modèles {{Ouvrage}}, {{Chapitre}}, {{Article}}, {{Lien web}} et/ou {{Bibliographie}}. Le mode d'édition visuel peut mettre en forme automatiquement les références.
- Insérer une infobox (cadre d'informations à droite) n'est pas obligatoire pour parachever la mise en page.

Pour une aide détaillée, merci de consulter Aide:Wikification.
Si vous pensez que ces points ont été résolus, vous pouvez retirer ce bandeau et améliorer la mise en forme d'un autre article.
 (septembre 2022).

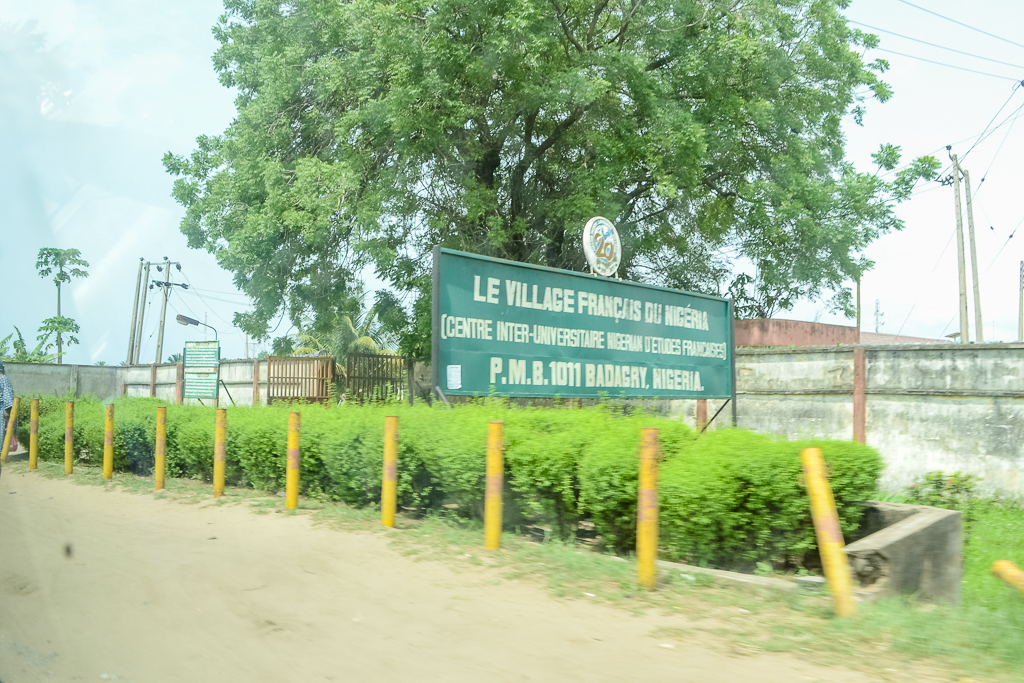
Le Village français du Nigéria.

Le Village français du Nigeria est un centre inter-universitaire nigérian d'études françaises créé en décembre 1991, opérant dans le cadre de la Commission Nationale des Universités (NUC) pour fournir un Programme d'Immersion Linguistique (LIP), comme alternative nationale à l'obligation anciennement basée à l'étranger (année à l'étranger) des programmes de français BA / B.Ed dans les universités nigérianes et également du programme d'acculturation pour les étudiants en français dans les collèges nigérians d'éducation.

## Création
Depuis sa création, le Village mobilise les ressources humaines et matérielles disponibles pour favoriser l'étude et l'apprentissage efficaces de la langue française au Nigeria. Le NFLV est unique, étant la seule institution de langue française de son genre dans un environnement non francophone.

## Services
Le NFLV est essentiellement une institution de services qui fournit des services uniques aux universités nigérianes (fédérales, publiques et privées) ainsi qu'aux collèges d'éducation et, dernièrement, à certains étudiants polytechniques en secrétariat bilingue. De tels services permettent au Nigéria de préserver les devises étrangères indispensables qui auraient été dépensées pour le parrainage d'étudiants nigérians à l'étranger.